# Strėva (řeka)
Strėva je řeka ve střední Litvě. Teče v okresech Trakai, Elektrėnai (Vilniuský kraj) a Kaišiadorys (Kaunaský kraj). Pramení ve vsi Mackantiškiai, 5,5 km na východ od městysu Aukštadvaris. Zpočátku teče na východ a protéká řadou jezer: Šamukas, Drabužis, Spindžiukas, Spindžius, dále se stáčí na sever a protéká ještě jezery: Stanka, Gilūšis, Ėglis, Strėvis, Strėvaitis, o něco dále ještě jezerem Nestrėvantys. Dále Strėva protéká přehradní nádrží Elektrėnų marios Elektrėnské hydroelektrárny a dalšími přilehlými rybníky a stáčí se do směru západního. Dále je Strėva kanálem vedena podél jezera Ilgis. Vlévá se do přehradní nádrže Kaunaské přehrady na Němenu u vsi Lašiniai, 7 km na jih od Rumšiškės.
V bitvě na Strėvě 2. února 1348 se na zamrzlé řece (pravděpodobně u Žiežmariů) se srazily voje Velkoknížectví litevského a Řádu německých rytířů. V té době bylo do světa halasně oznámeno o velikém vítězství Řádu německých rytířů a o "desetitisícových ztrátách Litevců, kteří utonuli v řece", reálně bylo jejich vítězství jen takové, že se jim (ŘNR) podařilo uprchnout z bojiště. Žádné větší důsledky to vítězství nemělo.

## Přítoky
- Levé:

| Hydrologické pořadí | Řeka      | Délka (km) | Povodí (km²) | Vzdálenost od ústí (km) | Ústí kde                   | Koordináty ústí |
| ------------------- | --------- | ---------- | ------------ | ----------------------- | -------------------------- | --------------- |
| 10011382            | Dabinta   | 14,8       | 38,4         | 53,6                    |                            |                 |
| 10011389            | Vuolasta  | 12,6       | 35,1         |                         | Přehr. nádrž Elektrėnų tv. |                 |
| 10011393            | Skersė    | 6,5        | 9,3          | 39,7                    |                            |                 |
| 10011394            | Spengla   | 11,5       | 64,7         | 37,3                    | Senosios Kietaviškės       |                 |
| 10011405            | Kiementa  | 6,4        | 23,8         | 30,1                    | Liutonys                   |                 |
| 10011408            | S – 5     | 1,8        | 3,2          | 26,7                    | Mūro Strėvininkai          |                 |
| 10011409            | S – 3     | 2,3        | 2,9          | 26,2                    | Mūro Strėvininkai          |                 |
| 10011413            | Kertus    | 9,3        | 37,9         | 22,1                    | Žiežmariai                 |                 |
| 10011416            | Kristupis | 3,6        | 3,2          | 20,0                    | Žiežmariai                 |                 |
| 10011418            | S – 1     | 2,6        | 2,5          | 18,5                    |                            |                 |
| 10011422            | Limšius   | 17,7       | 62,8         | 12,5                    | Pavuolis                   |                 |
|                     | Ališkis   | 3,8        | 5,0          | 5,9                     | Seibūtai                   |                 |

- Pravé:

| Hydrologické pořadí | Řeka          | Délka (km) | Povodí (km²) | Vzdálenost od ústí (km) | Ústí kde                                     | Koordináty ústí |
| ------------------- | ------------- | ---------- | ------------ | ----------------------- | -------------------------------------------- | --------------- |
| 10011372            | Margis        | 13,1       | 67,8         | 63,8                    |                                              |                 |
| 10011378            | S – 14        | 1,0        | 3,1          | 59,7                    |                                              |                 |
| 10011379            | S – 12        | 2,6        | 1,7          | 58,7                    |                                              |                 |
| 10011381            | S – 10        | 3,7        | 25,4         | 56,6                    |                                              |                 |
| 10011383            | Beržuolė      | 3,6        | 10,3         | 52,6                    |                                              |                 |
|                     | Dubreika      | 4,7        | 6,5          |                         | Přehr. nádrž Elektrėnų tv./ jezero Gackų ež. |                 |
| 10011384            | Pakrėkšna     | 3,8        | 16,4         |                         | Přehr. nádrž Elektrėnų tv.                   |                 |
| 10011385            | S – 6         | 2,8        | 8,7          |                         | Přehr. nádrž Elektrėnų tv.                   |                 |
| 10011386            | S – 8         | 7,9        | 14,1         |                         | Přehr. nádrž Elektrėnų tv.                   |                 |
| 10011387            | Antabrastis   | 3,8        | 15,3         |                         | Přehr. nádrž Elektrėnų tv.                   |                 |
| 10011388            | Sūrys         | 6,3        | 9,0          |                         | Přehr. nádrž Elektrėnų tv.                   |                 |
| 10011398 10011402   | Prakusa       | 12,8+      | 55,5         | 35,2                    | jezero Ilgis                                 |                 |
|                     | Dumblė        |            |              |                         |                                              |                 |
| 10011407            | Obelė         | 1,9        | 14,3         | 27,3                    |                                              |                 |
| 10011411            | Kalpė         | 3,0        | 11,2         | 24,9                    | Bačkonys                                     |                 |
| 10011412            | S – 4         | 2,1        | 5,7          | 22,2                    |                                              |                 |
| 10011415            | Kunigo upelis | 3,0        | 5,1          | 21,3                    | Žiežmariai                                   |                 |
| 10011417            | Žiežmarė      | 4,5        | 5,3          | 19,4                    | Žiežmariai                                   |                 |
| 10011419            | S – 2         | 4,6        | 3,9          | 16,4                    |                                              |                 |
| 10011421            | Lijonas       | 10,6       | 21,1         | 14,7                    | Pavuolis                                     |                 |